# Aktionsgemeinschaft Unabhängiger Deutscher
Aktionsgemeinschaft Unabhängiger Deutscher (AUD) war der Name einer  nationalistisch-neutralistischen Partei in der Bundesrepublik Deutschland, die sich Ende der 1960er Jahre den politischen Forderungen der Außerparlamentarischen Opposition näherte und schließlich einen gesamtgesellschaftlichen Reformansatz  mit Umweltschutzforderungen verknüpfte und in der Partei Die Grünen aufging.

## Geschichte

### Gründung
Die AUD wurde am 15./16. Mai 1965 in Homberg (Efze) gegründet und führte „Nationalisten, die sich in der Regel deutlich vom NS-Regime distanzierten, Liberale und Pazifisten“ aus den drei extrem rechten nationalistischen Gruppierungen Deutsche Gemeinschaft (DG), Deutsche Freiheitspartei (DFP) und Teilen der „Vereinigung Deutsche Nationalversammlung“ (VDNV) sowie der Leserschaft der Zeitung Neue Politik zusammen. Anlass zur Gründung der AUD war die Erfolglosigkeit nationalistisch-neutralistischer Parteien bis Anfang der 1960er Jahre in der Bundesrepublik. Die AUD versuchte alle nationalistisch-neutralistischen Strömungen in einem breiten Bündnis zu vereinigen. Dabei lehnte sie die Ideologie der NPD ab, weil sie ihr als zu rückwärtsgewandt und zu eng an die NSDAP angelehnt erschien. Bei Wahlen blieb die AUD mit dieser Strategie zunächst weitgehend erfolglos.
Als Initiator der Gründung gilt der ehemalige FDP-Politiker Hermann Schwann, der zunächst für die nationalistisch-neutralistische Sammlungsbewegung ein deutlich breiteres Spektrum von der rechtsextremen NPD bis zur linken Deutschen Friedens-Union angestrebt hatte. Seine Versuche, Thomas Dehler, Oswald Adolph Kohut, Willy Max Rademacher (alle FDP) und Hubert Ney (CDU) anzuwerben, schlugen jedoch fehl.
Zu den Gründern gehörten August Haußleiter, Mitbegründer der CSU in Bayern, und Wolf Schenke, ehemals Mitglied der Reichsleitung der Hitlerjugend und Herausgeber des HJ-Schulungsbriefes Wille und Macht. Schwann, der vorher in der VDNV war, führte die AUD bis 1968 als erster Vorsitzender. Stellvertreter waren im selben Zeitraum die bisherigen Vorsitzenden der DG Haußleiter und der DFP Oskar Lutz.
Obwohl die AUD bei den Bundestagswahlen 1965 weitgehend erfolglos blieb (0,2 % der abgegebenen gültigen Stimmen), sahen insbesondere Hermann Schwann, Wolf Schenke und Haußleiter in der sich bildenden Außerparlamentarischen Opposition den Beginn einer deutlichen Veränderung der politischen Landschaft insgesamt und unterstützten den Berliner Landesverband bei seiner Annäherung an die APO. Schon 1968 ordnete Die Zeit die AUD als „Rechtsdemokraten“ ein. Als aber die allmählich wachsende Zahl der durch diesen Kurs in die Partei eingetretenen neuen Mitglieder, unterstützt von Haußleiter, der mittlerweile den erkrankten Schwann als Parteivorsitzenden vertrat, auf einem Parteitag 1969 in Kassel die Fusion mit der am Rande der APO gegründeten Wahlinitiative „Demokratische Union“ beschlossen, ging dies den meisten „nationalistischen“ Mitgliedern zu weit, so dass es zu einer großen Austrittswelle kam. Die Demokratische Union konnte dann aber doch nicht zur Bundestagswahl 1969 antreten, stattdessen traten 10 AUD-Mitglieder als Einzelbewerber unter dem Kennwort Unabhängige Demokraten 69 an, erreichten aber nur Ergebnisse bis zu 0,6 %.
Haußleiter, der noch im selben Jahr zum Vorsitzenden der AUD gewählt worden war, begrüßte dann die neue Ostpolitik der SPD/FDP-Regierung unter Brandt, und die übrig gebliebenen Mitglieder gaben sich schließlich ein völlig neues Programm, in das sie eine Reihe von APO-Forderungen aufnahmen: reale Demokratie, einen genossenschaftlich geprägten „Sozialismus der Zukunft“, die Politik einer friedlichen Neutralität, die die „Aufklärung der Bevölkerung über die Formen gewaltlosen politischen Widerstandes“ statt einer Wehrpflichtarmee beinhaltete, sowie schließlich, die Gedanken der aufkommenden feministischen Bewegung aufnehmend, ein „Programm für die Frau“.
Als 1972 der Club of Rome durch seine Veröffentlichung Die Grenzen des Wachstums der Konsumkritik der AUD auch eine wissenschaftliche Grundlage verschaffte, wurde der Umweltschutz in Verbindung mit einer angestrebten gesamtgesellschaftlichen Neuordnung zum neuen Schwerpunkt, dem Haußleiter in seiner Zeitung, die seit 1967 als Die Unabhängigen Parteizeitung der AUD war, immer mehr Raum einräumte und für den er auch Autoren aus der Umwelt- und Bürgerinitiativenbewegung (Carl Amery, Herbert Gruhl, Roland Vogt) für Veröffentlichungen gewinnen konnte.
Seit ihrer Gründung 1965 bis in die 1970er Jahre hinein wurde die AUD vom Verfassungsschutz beobachtet und in ihren Berichten unter der Rubrik Rechtsextremismus aufgeführt. 1969 hatte die AUD laut Verfassungsschutz zirka 1500 Mitglieder. Nach Richard Stöss verdoppelte die AUD allein zwischen 1976 und 1978 ihre Mitgliederzahl.

### Entwicklung und Programmatik
Das Notprogramm für Deutschland zur Bundestagswahl 1965 wies mit seinem Verzicht auf ehemals deutsche Gebiete jenseits der Oder-Neiße-Grenze sowie der beabsichtigten Schaffung eines deutsch-deutschen Staatenbundes „in Richtung auf das außenpolitische Programm von SPD und FDP“. Angesichts der Wirtschaftskrise ab 1966 gab sich die AUD „ein stärkeres sozialpolitisches Profil“, welches im Programm für Deutschland seinen Niederschlag fand und am 6./7. Mai 1967 in Bochum verabschiedet wurde vor dem Hintergrund, dass der Vorsitzende Hermann Schwann in Bergisch Gladbach und der Geschäftsführer Günter Demolsky in Wanne-Eickel bzw. Bochum wohnten, die ihre Ämter bereits in der Deutschen Freiheitspartei innehatten und versuchten, damit das Machtzentrum der AUD nach Nordrhein-Westfalen zu verlegen, was allerdings nicht gelang. Auch unterstützende Maßnahmen wie Fackelumzüge und Reden wie in Bochum-Gerthe 1968 im Zuge des Zechensterbens, die den „deutschen Bergmann“ ansprechen sollten und eine Verstaatlichung der Zechen forderten, aber verschwiegen, dass die AUD die Arbeitnehmer-Mitbestimmung abschaffen wollte, brachten diesem „deutschen Sozialismus“ der AUD, den Demolsky schon in der vom Bundesverfassungsgericht verbotenen Sozialistischen Reichspartei SRP, der Deutschen Reichspartei DRP und der von ehemaligen DRP/SRP-Mitgliedern gegründeten Deutschen Freiheitspartei vertrat, keine Sympathie entgegen. Gleiches galt für den Linkskurs der AUD, der in der Annäherung an die entstehende Außerparlamentarische Opposition, maßgeblich betrieben vom Berliner Landesverband, kulminierte. Auch im Berliner Extra-Dienst wurde die West-Berliner AUD als Teil der APO eingeordnet. Ein erster kleiner Wahlerfolg bei der Abgeordnetenhauswahl in Berlin 1967 (1,1 %) verstärkte diese Tendenz, die, trotz der Abwanderung einer Reihe von teils führenden Mitgliedern, 1969 in den Entschluss mündete, sich an der Demokratischen Union, initiiert von Peter Schilinski und Winfried Heidt, zu beteiligen.
Programmatische Übereinstimmungen bestanden in der Frage der Gewaltfreiheit, der Kritik am Vietnamkrieg, den Forderungen nach direkter Demokratie, der Konsumkritik sowie der Idee eines dritten Weges zwischen Kapitalismus und Kommunismus, sich an den Wirtschaftsreformen in der ČSSR unter Dubček orientierend, die dann 1968 durch den Einmarsch der Truppen des Warschauer Paktes beendet wurden. Als sich eine Mehrheit auf dem Kasseler Parteitag 1969 für die Demokratische Union aussprach, führte dies zu einer Spaltung der Partei, wobei ganze Landesvorstände geschlossen zurücktraten, und zu einer Austrittswelle, insbesondere von Mitgliedern der ehemaligen Deutschen Freiheitspartei. Obwohl dann die Demokratische Union letztlich doch nicht zur Bundestagswahl 1969 antrat, setzte die AUD den eingeschlagenen Kurs unter dem für den erkrankten Hermann Schwann gewählten Vorsitzenden August Haußleiter mit der Erarbeitung eines neuen Programms fort. Die Schwerpunkte waren Reale Demokratie und Sozialismus der Zukunft, bestehend aus einem vorwiegend genossenschaftlich geprägten Wirtschaftsmodell.
Stöss hält das Sozialismuskonzept der AUD lediglich für eine Kritik „der Marktwirtschaft … unter dem Blickwinkel des Machtmissbrauches“ und spricht ihm demzufolge eine „antikapitalistische“ Tendenz als solche ab. Ob diese Einschätzung vor dem Hintergrund z. B. der AUD-Forderung nach Vergenossenschaftlichung allen Wohnbesitzes außer dem Eigenheim sich nicht allzu streng an der fehlenden grundsätzlichen (marxistischen) Infragestellung des Eigentumbegriffes als solcher ausrichtet, bleibt offen.
Weiterhin wurde der Programmteil Neutralität-Unabhängigkeit-Frieden pazifistisch konkretisiert, indem die AUD dort u. a. eine „umfassende Aufklärung der Bevölkerung über die Möglichkeiten des gewaltlosen politischen Widerstandes, sowie die intensive Schulung in dessen Formen und Methoden anstelle einer veralteten militärischen Ausbildung in einer Wehrpflichtarmee“ forderte. Aufgenommen wurden auch die Entschließungen Ein Programm für die Frau (1971), Das Manifest des Lebensschutzes (1973), ein Maßnahmenkatalog für den Umweltschutz sowie Die wahren Verfassungsfeinde, eine Kritik an dem Einfluss der etablierten Parteien auf allen Ebenen des Staates und in den öffentlichen Medien. Dieses Gesamtprogramm blieb bis zur Auflösung der Partei 1980 gültig.
Bedeutung erlangte die AUD ab Anfang der 1970er Jahre mit dem Erstarken der neuen sozialen Bewegungen. Die AUD suchte nun verstärkt die Nähe zur Ökologiebewegung. Dadurch stießen eine Reihe von jüngeren Mitgliedern hinzu, „die im linken oder sozialdemokratischen Spektrum  sozialisiert worden waren“. Auf dem Parteitag 1973 in Kassel deklarierte die AUD sich als Partei des Lebensschutzes. Außerparlamentarisch war die AUD im März 1974 Initiator der Demokratischen Lebensschutzbewegung. Ihr Ziel war es, parlamentarischer Arm der Umweltschutzbewegung zu werden. Dieses Ziel wurde jedoch bei der Bundestagswahl 1976 verfehlt, obwohl es der AUD gelang, Aufmerksamkeit dadurch zu erlangen, dass fast 50 % aller Kandidaten Frauen waren und Prominente wie der Düsseldorfer Künstler Joseph Beuys auf der AUD-Liste kandidierten.
Den Durchbruch auf der Wählerebene gab es mit der Landtagswahl in Bayern 1978. Die AUD bildete mit der von Herbert Gruhl neu gegründeten GAZ (Grüne Aktion Zukunft) ein Wahlbündnis, das sich erstmals die Zusatzbezeichnung „Die Grünen“ gab. Die Liste kam auf landesweit 1,8 %. Ihr bestes Ergebnis erzielte sie in Freising, wo sie 4,8 % der Erst- und 3,7 % der Zweitstimmen erhielt.

### Auflösung zu Gunsten der Grünen
Der Erfolg bei den bayerischen Landtagswahlen bewog die Initiatoren des Wahlbündnisses, diese Strategie für die Europawahl 1979 beizubehalten. Die AUD nahm Kontakt zum Bundesverband Bürgerinitiativen Umweltschutz um Petra Kelly auf. Schließlich wurde auf dem Frankfurter Kongress im März 1979 die politische Vereinigung „Die Grünen“ für die Europawahl gegründet. Beteiligt waren neben der AUD die Grüne Liste Umweltschutz (GLU), die Grüne Aktion Zukunft (GAZ) und die Grüne Liste Schleswig-Holstein (GLSH) sowie einige Einzelkandidaten. Diese konservativ bürgerlich geprägte, bei den Europawahlen als „Sonstige Politische Vereinigung“ geführte Listenverbindung konnte mit 3,2 % einen ersten Erfolg verbuchen. Im November 1979 kam es anschließend in Offenbach zur Vorbereitung des Gründungskongresses der Grünen, der dann im Januar 1980 in Karlsruhe stattfand. Hierbei nahm die ursprünglich aus dem nationalen Lager stammende AUD eine vermittelnde Position zwischen dem rechten und dem linken Flügel ein. Möglich war das durch ihre kapitalismuskritische Haltung.
Am 27. April 1980 erfolgte ein Auflösungsbeschluss zugunsten der im Januar gegründeten Partei Die Grünen. AUD-Gründer August Haußleiter wurde Parteisprecher und gab zunächst die Parteizeitung Die Grünen heraus. Ehemalige AUD-Mitglieder wurden Vorsitzende der beiden süddeutschen Landesverbände der GRÜNEN, sodass sie vor allem dort zur Zeit der grünen Gründerjahre einen nennenswerten Einfluss hatten.
Eine Minderheit nationalistisch und rechtsextrem orientierter AUD-Mitglieder widersetzte sich der Auflösung und gründete den Verein Arbeitskreis Unabhängiger Deutscher e. V., der seit 1991 wieder die alte Organisationsbezeichnung führt und im Jahr 2005 ca. 100 Mitglieder zählte.

## Wahlen
- 1965 Beteiligung an der Bundestagswahlen (0,2 %) (52.637 Stimmen)
- 1966 Beteiligung an den Kommunalwahlen in Bayern (0,0 %). Im Stadtparlament von Rothenburg ob der Tauber vertreten.[29]
- 1967 Beteiligung an den Abgeordnetenhauswahlen in Berlin (West) (1,1 %) (15.507 Stimmen)
- 1968 Beteiligung an der Landtagswahl in Baden-Württemberg (0,3 %) (11.030 Stimmen)
- 1971 Beteiligung an den Abgeordnetenhauswahlen in Berlin (West) (0,6 %) (9.136 Stimmen)
- 1972 Beteiligung an den Kommunalwahlen in Bayern (0,0 %). Bis 1978 im Stadtparlament von Rothenburg ob der Tauber vertreten.[30]
- 1974 Beteiligung an den Bürgerschaftswahlen in Hamburg (0,0 %) (521 Stimmen)
- 1976 Beteiligung an den Bundestagswahlen (0,1 %) (22.202 Stimmen)
- 1978 Beteiligung an den Bürgerschaftswahlen in Hamburg (0,1 %) (592 Stimmen)
- 1978 Beteiligung an der Landtagswahl in Niedersachsen (0,0 %) (1.293 Stimmen)
- 1978 Beteiligung an den Kommunalwahlen in Bayern (0,0 %), ein Kreistags- und ein Gemeinderats-Mandat
- 1978 Beteiligung an den Landtagswahlen in Bayern als „Aktionsgemeinschaft Unabhängiger Deutscher – Die Grünen“ (GAZ und AUD) (1,8 %) (210.977 Stimmen)

## Personen
- Joseph Beuys (1921–1986), Aktionskünstler und Kunsttheoretiker, 1976 Spitzenkandidat der AUD bei den Bundestagswahlen in Nordrhein-Westfalen; erhielt in seinem Wahlkreis Düsseldorf-Oberkassel 600 Stimmen, das entsprach 3 % aller abgegebenen gültigen Stimmen.
- Dieter Burgmann (* 1939), bayerischer Landesvorsitzender der AUD und späterer Bundessprecher der Grünen
- Günter Demolsky (* 1920), Buchhalter, ehemaliges Mitglied von SRP, DRP und DFP, Bundesgeschäftsführer AUD
- Bernd Grimmer (1950–2021), MdL für die AfD von 2016 bis 2021, AfD-Landessprecher, Stadtrat in Pforzheim
- Walter Harless, Mitbegründer der AUD, später Kreisvorsitzender der Grünen in München
- Wolf-Dieter Hasenclever (* 1945), später Fraktionsvorsitzender der Grünen im Landtag von Baden-Württemberg (1980–1983) sowie ab 1979 Vorsitzender der Grünen in Baden-Württemberg, heute FDP
- August Haußleiter (1905–1989), Mitgründer der CSU, später Vorsitzender der AUD und späterer Bundessprecher der Grünen
- Herbert Rusche (1952–2024), zunächst im Vorstand des AUD-Kreisverbandes Offenbach, 1981–1983 Landesgeschäftsführer der Grünen Hessen, 1985–1987 MdB für die Grünen, 2001 Austritt bei den Grünen, seit 2009 Mitglied der Piratenpartei Deutschland
- Hjalmar Schacht (1877–1970), ehemaliger Reichsbankpräsident (1933–1939) sowie von 1934 bis 1937 Reichswirtschaftsminister, 1965 Mitbegründer der AUD[31]
- Hermann Schwann (1899–1977), in der DVP und ab 1926 auch im Stahlhelm, 1933 trat er der NSDAP bei, später FDP-Bundestagsabgeordneter
- Baldur Springmann (1912–2003), in der NS-Zeit in vielen Organisationen des nationalsozialistischen Regimes, in den 1970er Jahren schleswig-holsteinischer Landesvorsitzender der AUD und in dieser Zeit in verschiedenen Umweltschutzvereinigungen und in der Anti-AKW-Bewegung aktiv; er gehörte zu den Mitbegründern der Grünen und später der ödp.